# Накхонситхаммарат
Накхо́нситхаммара́т (тайск. นครศรีธรรมราช) — город в одноимённой провинции на юге Таиланда, в 780 км южнее Бангкока. Хотя город когда-то находился на побережье Сиамского залива, сейчас из-за отступления моря он оказался в 26 км от берега. В прошлом центр государства Накхонситхаммарат (Лигор). Отсюда по Таиланду распространился буддизм ветви тхеравада.
Уже в VIII веке (иногда под названием Лигор) город упоминается в составе государства Шривиджая, центр которого находился на Суматре. После распада Шривиджаи, Накхонситхаммарат стал центром отдельного государства Тамбралинга, которое вскоре попало в вассальную зависимость от Сиама, а при Таксине было окончательно включено в состав последнего. Одновременно Накхонситхаммарат был сильным региональным центром, от которого в вассальной зависимости находились соседние малайские государства. 
В 1516 году царь Аюттхаи Раматхибоди II разрешил португальцам вести в Накхонситхаммарате торговлю с Сиамом.

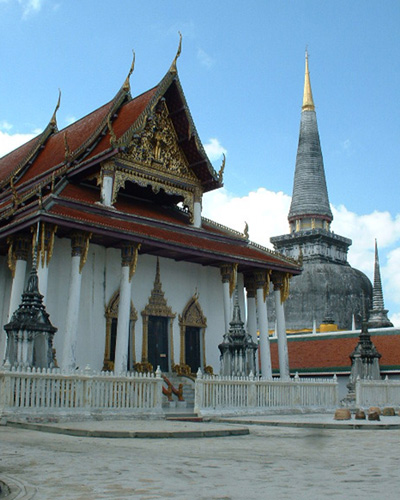
Ват-Пхра-Махатхат-Ворамахавихан

Основу экономики города составляют сельское хозяйство и горнодобывающая промышленность (в горах Кхаолуанг). Накхонситхаммарат известен также ремесленниками, в том числе ювелирами.
Основной достопримечательностью города является Ват-Пхра-Махатхат-Ворамахавихан (Ват-Пхра-Махатхат-Ворамахавихан-Вихарн), с чеди высотой 74 метра. История его постройки связана с Зубом Будды и подробно изложена в Национальном Музее Накхонситхамарата. Сохранилась также городская стена, впервые упомянутая под 1278 годом и существенно отреставрированная в 1696 году при помощи французского инженера де ля Мара. На территории храмового комплекса расположена большая ярмарка национальных изделий и проводятся буддисткие праздники.
Местом проведения досуга горожан служит центральный парк с регулярными фестивалями, выступлениями артистов и пр. За парком, на улице параллельно центральной, находится магазин и офис OTOP, ТАТ Накхонситаммарат, где можно получить информацию и взять бесплатные путеводители, и магазинчики изделий из серебра.
Другим популярным  местом развлечения горожан и туристов является Талад Парк*.
На территории парка в статуях и картинах воспроизведена жизнь Гаутамы Будды. Здесь же находится  Национальный музей Накхонситхаммарата, зоопарк, небольшой парк камней, аттракционы для детей и конечно же большой фуд—корт.

## Примечания

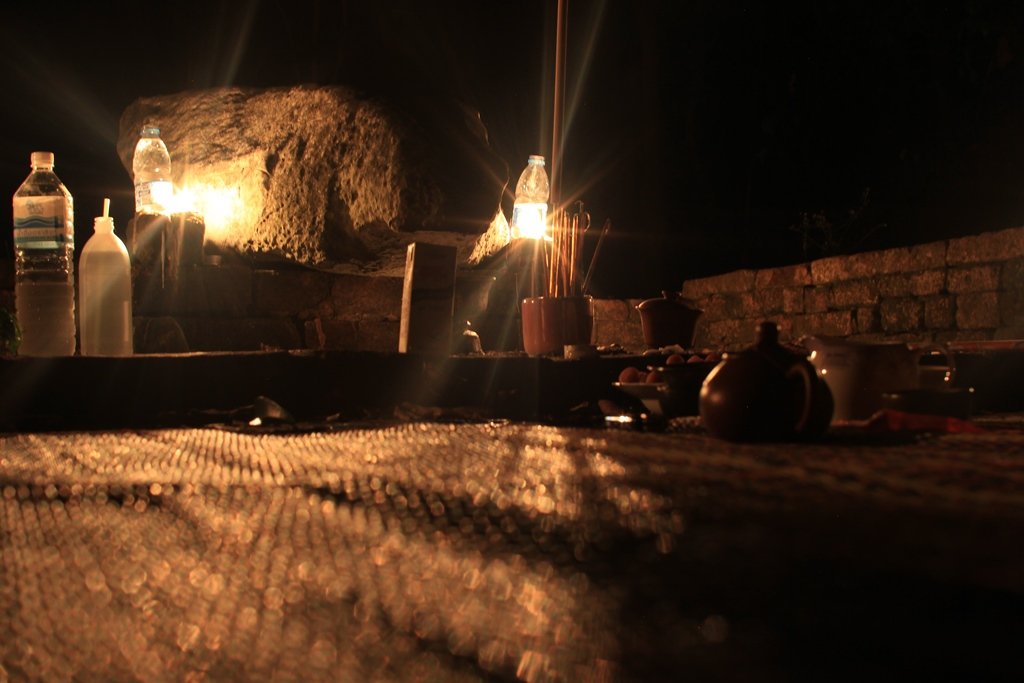
Кхао Кха, Та Сала, Накхонситтамарат